# Pilostyles globosa
Pilostyles globosa är en tvåhjärtbladig växtart som beskrevs av William Botting Hemsley. Pilostyles globosa ingår i släktet Pilostyles och familjen Apodanthaceae. Utöver nominatformen finns också underarten P. g. caymanensis.